# Cryptaphis bromi
Cryptaphis bromi är en insektsart som beskrevs av Robinson 1967. Cryptaphis bromi ingår i släktet Cryptaphis och familjen långrörsbladlöss. Inga underarter finns listade i Catalogue of Life.